# Apple Pippin
Pippin je naziv za igraću konzolu koju je razvila američka tvrtka Apple, koja je bila stvorena da pušta multimedijalne programe preko CD-ROMa i/ili igre. Isto tako ova konzola je bila zamišljena kao jednostavno računalo koje se moglo umrežiti, dok izlaz je za video je bio moguć preko TV-a.  Apple nikad nije prodavao Pippina, već ova platforma je bila zamišljena za licenciranje. Jedina tvrtka koja se zanimala za licenciranje je bila japanska tvrtka Bandai, no zbog zakašnjelog izlaska na tržište u Japanu i SAD, tj nakon pojave konzola: PlayStation, Nintendo 64 i Sega Saturn, Bandai nije mogao uspjeti na tržištu jer su se ostale konzole već bile ustoličile. Isto tako Pippin je bio relativno skup, a performanse kao igraća konzola ili kao mikroračunalo bila su relativno niska, tako da je ubrzo nakon izlaska na tržište ova konzola je bila ubrzo skinuta iz prodaje. 